# Neoserica rufobrunnea
Neoserica rufobrunnea är en skalbaggsart som beskrevs av Nonfried 1894. Neoserica rufobrunnea ingår i släktet Neoserica och familjen Melolonthidae. Inga underarter finns listade i Catalogue of Life.